# Рококо у српском песништву
Песништво српског рококоа изменило је и преусмерило формална трагања барокних песника. Разлози ове преоријентације могу се наћи и у школским програмима 18. века, где се почело проучавати латинско песништво, које није засновано на силабичкој, него на стопној организацији стиха. 
Нови стих захтевале су и јавне свечаности, честе и радо неговане у 18. веку, а управо ту се указивала потреба за акценатско-силабичким стихом, јер дуги силабички стих у куплету није био погодан за певање. Подстицаји из руске и немачке књижевности (преко хрватског песништва), акценатско-силабички систем учен по школама теоријски и теоријска мисао руских теоретичара (Тредјаковски, Ломоносов), олакшали су прихватање акценатско-силабичког система и у српском песништву. При томе, посебно важну улогу играла је у почетку певачка нумера уметнута у драмски текст (“кант”) дошла из руског театра петровске епохе. Уицаји са запада донели су јампски осмерац и његов трохејски пандан (Буквар славенски, Рим 1753). Пролећна химна (која потиче из латинских извора - Carmina burana и која се почела преносити кроз хрватске и српске рукописне зборнике поезије) очигледно је носила кроз различите језике и књижевности исту мелодију, која је условила њену строфику и ритмику, а та строфика је сложена, версификација је акценатско-силабичка и све је то водило напуштању силабчких традиција барока. То преношење мелодијског обрасца (а он је условљавао и версификацију) доносило је понекад и тематске промене. Певачка нумера, која је, уметнута у руске побожне драме, поредила Богородицу са грлицом, у српској средини пренела је ово поређење са Богородице на персонификацију Србије. Тако су Козачински и Рајић у своје драме о Урошу V унели певачке нумере Преславна Сербије..., односно Прескрбнаја грлице... За разлику од драмског текста који је у силабичким дистисима, “кант” је имао код ових песника компликовану строфу (aabccc) и акценатско-силабичку версификацију погодну за стопну организацију стиха и подесну за певање.
Важан следећи корак је одвајање “канта” (певачке нумере) од драмског текста и његов даљи самосталан живот. Рајић је дао низ карактеристичних песама под називом “кант” или “пјесн” (1760. и 1766). Најважнији тренутак у даљем развоју српског рококоа и једна од кључних песама читавог барока јесте Орфелинов поздрав Мојсеју Путнику (Моловажное привјетствије, 1757). Пет певачких нумера уметнуто је  у оквирну песму испевану у силабичким куплетима (пољски тринаестерац). Певачке нумере издвојене су и графички другачије представљене, а уз њих иду нотни текстови (на које се ове нумере певају) исписани на простирке које држе анђели. Поздрав Мојсеју Путнику приликом његовог устоличења на положај бачког епископа у ствари је синопсис свечаности устоличења, са предлошцима за кулисе, за церемонијално кретање актера, са музичким прилозима, оквиним песничким текстом у облику декламације и певачким нумерама у облику рокајних поетских медаљона уметнутих у декламацију, датих у компликованим строфама троструким и чак четвороструким римама.
Ова нова рококо версификација донела је знатне формалне новине у српско песништво. То су: сложена строфика (од осам до десет стихова у свакој строфи), напуштање изосилабизма (стварање строфе од стихова неједнаке дужине), стопна организација стиха уместо силабичке, поновно удруживање поезије с музиком, увођење мушке и дактилске риме, раније коришћене само у силабичким стиховима по изузетку, и нова тематика песничког дела. Полиметрија и специфична строфика непарног броја стихоав, често комбинованих са рефреном, могу се упоредити са рококоом немачке поезије (К. Ф. Шубарт, Ј. М. Шнојбер, Ј. В. Симлер итд) и руског песништва (Сковорода). Рокајна версификације је веома брзо продрла у рукописне песничке зборнике 18. века, који су се после Пролећне химне пуниле оваквим певаним песмама духовног и другог садржаја. Тематика рокајног песништва понавља неке теме барока (акростих, парономасија, игра повезивања рефрена). Али, док је у барокним стиховима песник најчешће скривао име свог патрона, високе личности којој је панегерик посвећен, рокајни песник је у акростиху углавном остављао забележено своје име (честа појава код Захарија Орфелина).
Нове теме рокајне поезије су популарна пролећна песма, варирана на безброј начина, побожна песма са поентом окренутом љубавном песништву и нарочито јак сензуални и галантни набој љубавне лирике. Јован Авакумовић и низ анонимних песника стварали су у рококу репертоар ласцивних песама, које се понекад додирују са рокајним укусом певача усмене поезије, а понекад сликају један галантни свет у распадању, када ласцивно живи као један од појавних облика опште друштвене климе. Иако у песницима као што су Козачински, Орфелин, Рајић, Авакумовић и други, српски рококо има своје велике представнике, највећи успех и продор рокајног песништва српског рокајног песништва постигли су анонимни песници. Њихов век био је кратак и готово се може рећи да никад у српском песништву ни пре ни после ниједна генерација песника није тако кратко деловала, тако рано прецветала, а тако много променила и донела књижевном животу, као што је био случај са песницима српског рококоа. Без њиховог версификацијског експеримента српски класицизам не би био могућ, а српски песнички језик не би био оспособљен за акценатско-силабички систем, којим се служи и дан-данас.
Жанровски рококо српских песника има додирних тачака са раним класицизмом и предромантизмом, па је тешко повући границу између ова три стила од којих су у то време два била у успону, а трећи се гасио. Пасторала, која се у српском рококоу јавила још у првој половини 18. века, код предромантичара је стекла нову популарност управо захваљујући култу природе који су они неговали. С друге стране, пасторала је за класицисте значила повратак у античкој буколици. У том погледу посебно место и улогу имају идиле Геснера у српској књижевности; после Трлајића, које је 1793. читао и у стиховима прерађивао Геснерове идиле, настала је права мода овог песника, док су пастирске игре потом неговали и други класицисти као Јоаким Хедл (на латинском), Мушицки (у својој раној рокајној фази, коју је пратила рококо-версификација), потом Ј. Хаџић, В. Максимовић, Малетић, Д. Нешић и други. Међу предромантичарима могу се пратити трагови рококоа на основу анакреонтских наклоности које су показивали Соларић, Дошеновић, Пачић и други. Тако је преко буколика и анакреонтике српски рококо прешао у класицизам и предромантизам, мешајући версификацију и стилска усмерења, што, уосталом, није одлика само српске књижевности.